# Negeta
Negeta är ett släkte av fjärilar. Negeta ingår i familjen trågspinnare.

## Bildgalleri

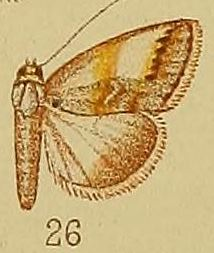
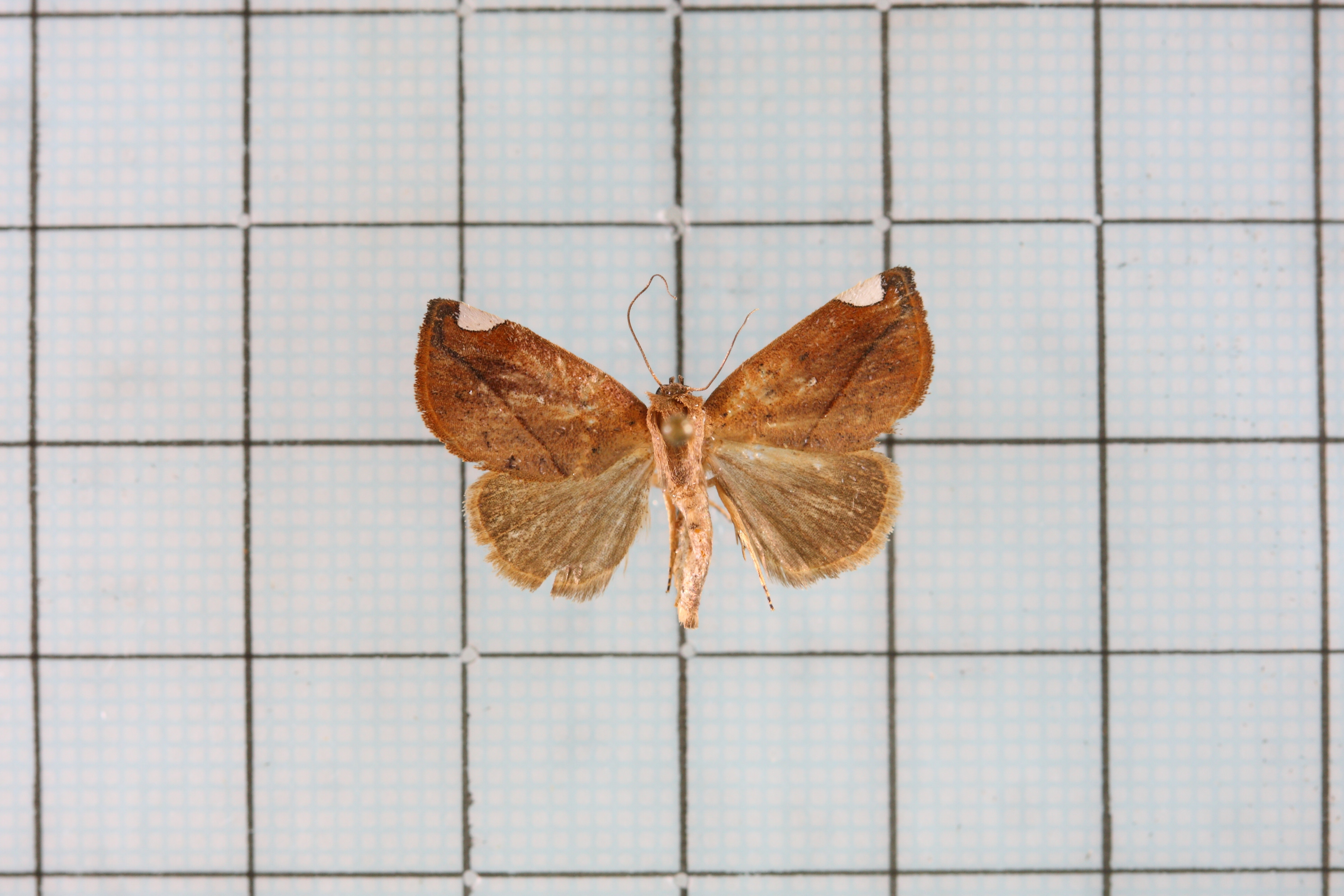
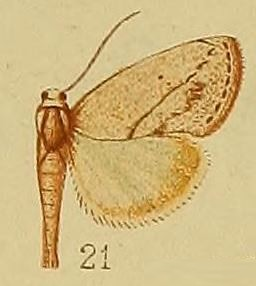

## Dottertaxa tillNegeta, i alfabetisk ordning[1]
- Negeta abbreviata
- Negeta albescens
- Negeta albigrisea
- Negeta albiplagiata
- Negeta approximans
- Negeta argentula
- Negeta chlorocrota
- Negeta cinerascens
- Negeta contrariata
- Negeta cyrtogramma
- Negeta dentilinealis
- Negeta deviridata
- Negeta geta
- Negeta incisurata
- Negeta lacteata
- Negeta lacteola
- Negeta leucophaea
- Negeta luminosa
- Negeta mesoleuca
- Negeta molybdota
- Negeta nivea
- Negeta noloides
- Negeta novaeguineensis
- Negeta nubilicosta
- Negeta ochreoplaga
- Negeta orichalceaarcuata
- Negeta parectata
- Negeta phaeopepla
- Negeta purpurascens
- Negeta reticulata
- Negeta ruficeps
- Negeta secretaria
- Negeta semialba
- Negeta stalactitis
- Negeta sublineata
- Negeta tenax
- Negeta ulula